# Верхнерейнский округ

Верхнерейнский округ на карте имперских округов
(выделен зелёным цветом).

Верхнерейнский округ (нем. Oberrheinischer Kreis) — один из имперских округов Священной Римской империи.
Верхнерейнский округ был создан среди первых шести имперских округов в соответствии с решением Аугсбургского рейхстага в 1500 году. Окружные собрания (крейстаги, Kreistag) проводились первоначально в Вормсе, а с начала XVIII века — во Франкфурте-на-Майне.

## История
2 июля 1500 года, на Аугсбургском рейхстаге (всесословном совете (собрании)), созванном германо-римским императором Максимилианом I, Германо-римская империя была разделена на шесть имперских округов, для лучшего управления, перед лицом угрозы от Османской империи и в целях военно-фискальных, повышения эффективности госуправления, поддержания мира и порядка на территории и решения межгосударственных конфликтов с примирением немецких католиков и протестантов, и одним из них был Верхне-Рейнский.

## Территория и население округа
Территория округа на карте империи выглядела довольно фрагментарно, прерывисто простираясь от Гессен-Касселя на севере до Савойского герцогства на юге. Во второй половине XVII века большая часть земель по левому берегу Рейна была выведена из состава Верхнерейнского округа, а по Люневильскому миру (1801 года) все территории слева от Рейна отошли к Французской республике.
В XVIII веке население округа насчитывало 1,45 миллиона человек, из которых около 74 % составляли протестанты, около 25 % — католики и около 1 % — иудеи.

## Состав округа
При создании, в 1500 году, Верхнерейнский округ включал в себя 72 имперские территории (государства) с различным правовым статусом, из которых к XVIII веку в составе округа, по различным причинам, осталось только 42.
В 1792 году в состав округа входили следующие государства (субъекты) Священной Римской империи:
| Герб                                                         | Субъект                             | Принадлежность                       | Преобразования в 1801—1803 годах                     | Принадлежность после 1815 года      |
| ------------------------------------------------------------ | ----------------------------------- | ------------------------------------ | ---------------------------------------------------- | ----------------------------------- |
| Духовные имперские сословия (нем. Geistlichen Reichsständen) |                                     |                                      |                                                      |                                     |
|                                                              | Вормсское княжество-епископство     | Независимое                          | Секуляризовано                                       | Великое герцогство Гессен           |
|                                                              | Шпейерское княжество-епископство    | Независимое                          | Секуляризовано в пользу Великого герцогства Баден    | Великое герцогство Баден            |
|                                                              | Страсбургское княжество-епископство | Независимое                          | Секуляризовано в пользу герцогства Баден             | Великое герцогство Баден            |
|                                                              | Базельское княжество-епископство    | Независимое                          | Секуляризовано в пользу Швейцарии и герцогства Баден | Швейцария, Великое герцогство Баден |
|                                                              | Фульдское княжество-епископство     | Независимое                          | Секуляризовано в Княжество Нассау-Оранж-Фульда       | Великое герцогство Гессен           |
|                                                              | Княжество Хайтерсхайм               | Орден госпитальеров                  | Секуляризовано                                       | Великое герцогство Баден            |
|                                                              | Вайсенбургское княжество-пробство   | Шпейерское княжество-епископство     | Секуляризовано Французской республикой               | Реставрация Бурбонов                |
|                                                              | Прюмское княжество-аббатство        | Трирское курфюршество (с 1576)       | Секуляризовано Францией в 1794                       | Франция                             |
| Светские имперские сословия (нем. Weltlichen Reichsständen)  |                                     |                                      |                                                      |                                     |
|                                                              | Герцогство Пфальц-Лаутерн           | Курпфальц (в 1592—1796)              | Аннексировано Францией в 1796 году                   | Королевство Бавария                 |
|                                                              | Герцогство Пфальц-Зиммерн           | Курпфальц (с 1559)                   |                                                      | Королевство Бавария                 |
|                                                              | Герцогство Пфальц-Фельденц          | Пфальц-Цвейбрюккен (с 1694)          |                                                      | Королевство Бавария                 |
|                                                              | Княжество Пфальц-Цвейбрюккен        | Независимое                          | Аннексировано Францией в 1793 году                   | Королевство Бавария                 |
|                                                              | Ландграфство Гессен-Дармштадт       | Независимое                          |                                                      | Великое герцогство Гессен           |
|                                                              | Ландграфство Гессен-Кассель         | Независимое                          | В 1803 году преобразовано в курфюршество (Кургессен) | Кургессен                           |
|                                                              | Савойское герцогство                | Сардинское королевство               |                                                      | Сардинское королевство              |
|                                                              | Графство Херсфельд                  | Ландграфство Гессен-Кассель (с 1648) |                                                      | Кургессен                           |
|                                                              | Маркграфство Номени                 | Герцогство Лотарингия (с 1667)       |                                                      | Габсбург-Лотарингский дом           |
| Территории без статуса имперского сословия                   |                                     |                                      |                                                      |                                     |
|                                                              | Графство Спонхайм                   |                                      |                                                      |                                     |